# Лео фон Кленце

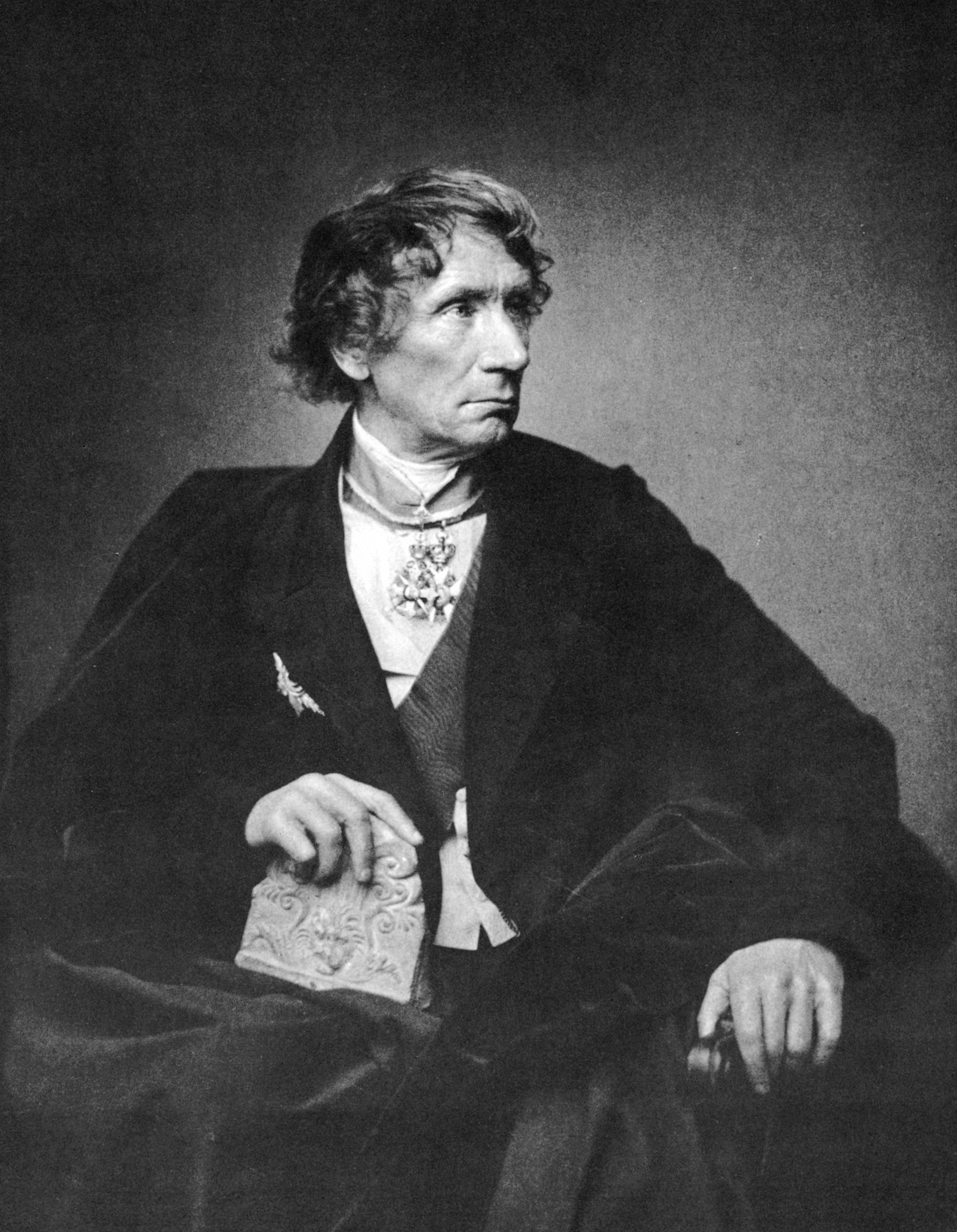
Лео фон Кленце, портрет роботи Франца Ханфштенгля, 1856 рік

Лео фон Кленце (нім. Leo von Klenze, 29 лютого 1784 — 26 січня 1864) — німецький архітектор, художник та письменник. Придворний архітектор баварського короля Людвига І. Неокласик, один з найвизначніших представників архітектурного стилю неогрек.

## Творча біографія
Лео фон Кленце здобув освіту в Берлінській будівельної академії та, ще перебуваючи в ній, виявив особливу прихильність до класицизму. Після того вдосконалювався в Паризькому політехнічному училище під керівництвом Жана Ніколя Луї Дюрана та Шарля Персьє, і вивчав пам'ятки архітектури в Англії та Італії.
У 1808 році став придворним архітектором вестфальського короля Жерома Бонапарта, а в 1810 році — Директором будівельних робіт в Касселі. У 1814 році переселився до Мюнхена, будучи запрошеним туди баварським наслідним принцом, згодом королем, Людвигом, який обрав його у виконавці своїх великих планів з прикрашання Мюнхена новими величними будівлями.
Низку цих будівель Кленце почав спорудою Гліптотеки, з її портиком іонічного ордеру (закінчена в 1830 році). Потім були зведені будівля Старої Пінакотеки, в стилі Браманте, нові корпуси королівського палацу, у характері флорентійського палаццо Пітті,площа Кенігплац, придворну церкву Всіх Святих, у візантійсько-романському стилі, і «Одеон» у формах епохи Відродження. Проте найблагороднішими творіннями Кленце визнана чудово витримана в античному дусі дорична «Валгалла», поблизу Регенсбурга (1830–1842), і надзвичайно гармонійна за своїми зовнішніми і внутрішніми пропорціями Зала Слави (нім. Ruhmeshalle, 1843–1853 роки), поблизу Мюнхена. У проміжок часу між двома останніми роботами, зведена ним розкішна Святкова Залу в Мюнхені, у смаку Палладіо.
У 1834 році на запрошення грецького короля Оттона, він з'їздив до Греції, щоб скласти план відбудови її нової столиці Афін (після відновлення незалежності нетривалий час столицею був Нафпліон) і проєкт реставрації будівель Афінського акрополя. Російський імператор Микола І доручив скласти проєкт нової будівлі Ермітажу вже знаменитому Кленце, що змусило останнього відвідати в 1839 році Петербург. Хоча Ермітаж і будувався за його кресленнями і малюнками російським архітектором Миколою Єфімовим (у 1840-51 роках), проте Лео фон Кленце приїжджав ще шість разів в Росію. Останні чудові твори Кленце — «Пам'ятник Визволення» , поблизу Кельгейма, і Пропілеї Кенігсплацу в Мюнхені.
Однак Лео фон Кленце не був наділений великим даром творчості, відмінно знаючи давньогрецьку архітектуру та італійський стиль Відродження, він тільки наслідував їх зразкам зі смаком і вмінням застосовуватися до потреб новітнього часу. Як представник класичного напряму в німецькій архітектурі, він повинен бути поставлений нижче Карла Шинкеля.
Окрім архітектури Лео фон Кленце з успіхом займався також живописом і виконав кілька вельми непоганий ландшафтів і архітектурних видів олійними фарбами або a tempera (наприклад, у музеї Торвальдсена в Копенгагені).

## Друковані праці
- «Збірник архітектурних начерків» (1831—1850);
- «Досвід реставрації тосканського храму» (1822);
- монографія «Про храм Юпітера олімпійського в Джірдженті» (1821);
- «Керівництво до архітектури християнського культу» (1835);
- «Опис Валгалли»(1843) і деякі інші твори.

## Галерея

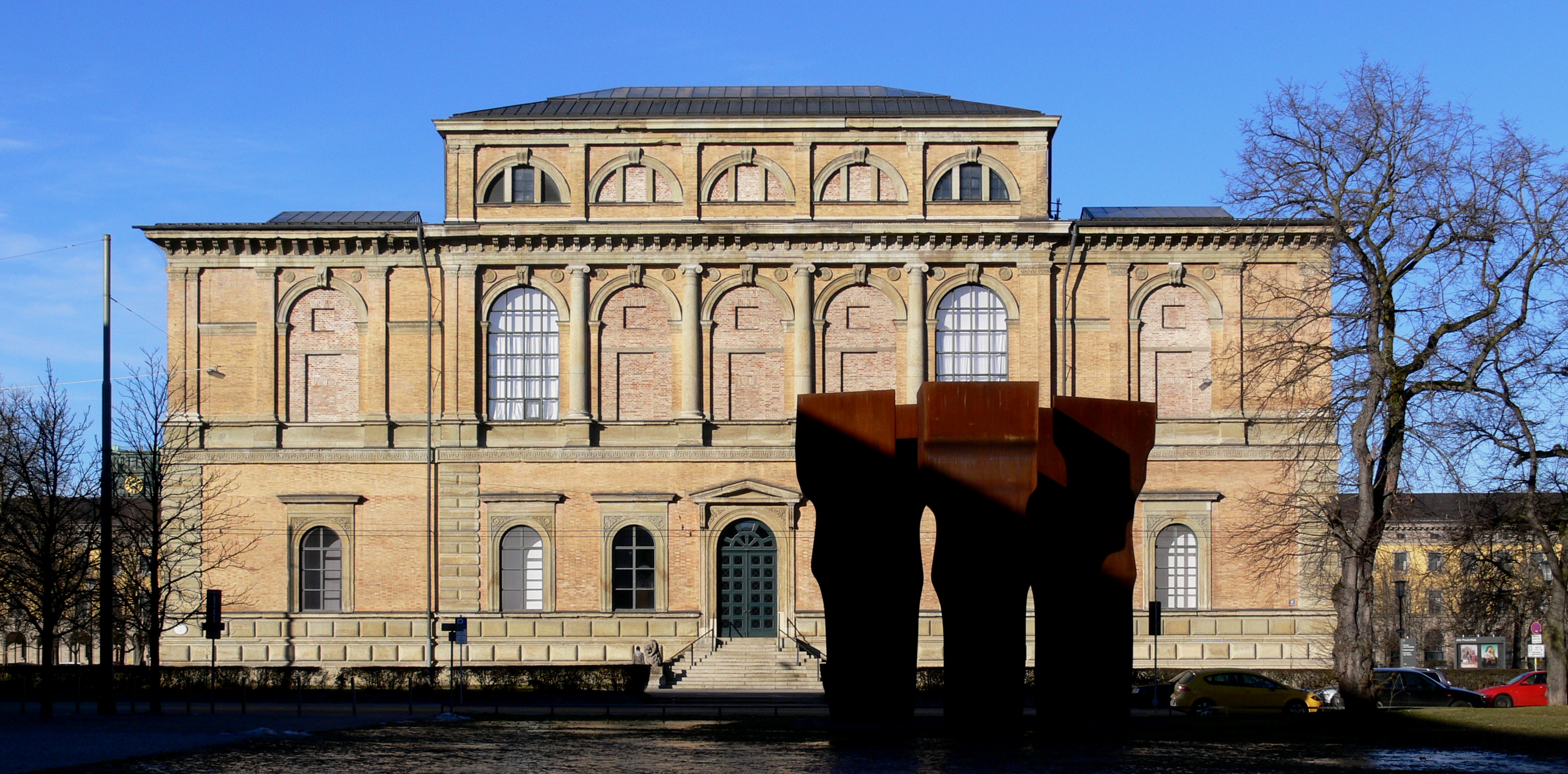
Стара Пінакотека, Мюнхен
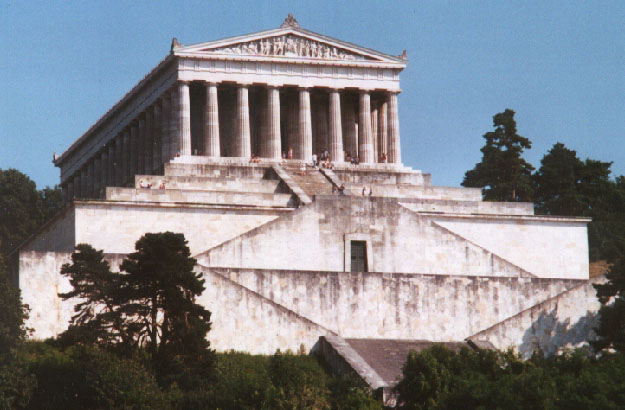
Валгалла, Регенсбург
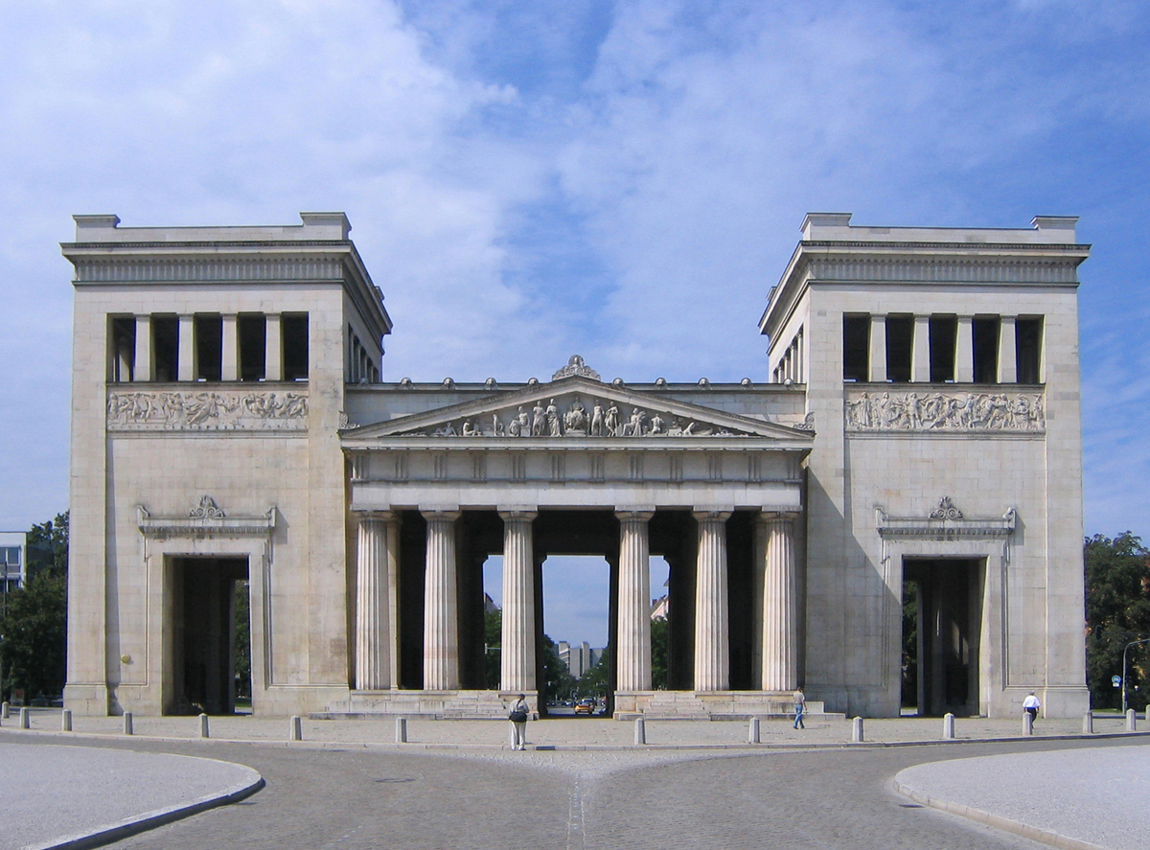
Пропілеї Кенігсплацу, Мюнхен